# (12757) Yangtze
(12757) Yangtze est un astéroïde de la ceinture principale.

## Description
(12757) Yangtze est un astéroïde de la ceinture principale. Il fut découvert le 14 septembre 1993 à La Silla par Henri Debehogne et Eric Walter Elst. Il présente une orbite caractérisée par un demi-grand axe de 2,92 UA, une excentricité de 0,08 et une inclinaison de 1,1° par rapport à l'écliptique.

## Compléments